# Konrad von Brydschede
Konrad von Breitscheid (* ca. 1345, † nach 1390) war ein Hochschullehrer der freien Künste.

## Leben
Konrad von Breitscheid stammte vermutlich aus einer Familie von Dienstmannen (Ministerialen) des Klosters Werden. Breitscheid war eine Honschaft (Bauerschaft) in der Gemeinde Mintard.
Er ließ sich gegen 1363 an der Karlsuniversität Prag immatrikulieren. Hier schloss er 1368 das Studium der Sieben Freie Künste mit dem Grad des Bakkalars ab. An welcher Universität er dieses Studium fortsetzte, ist unklar. In Frage kommt Südfrankreich oder die Universität der Römischen Kurie. Jedenfalls erwarb er dort den Magister artium, denn mit diesem Grad kehrte er 1378 nach Prag zurück. Hier wurde er als Dozent für Artes angestellt und studierte zugleich Theologie. 1386 wurde er an die neu eröffnete Universität Heidelberg berufen, wo er 1387 eintraf.  1388 war er unter den Gründungsprofessoren der Universität Köln. An beiden Universitäten lehrte er Artes, in Köln studierte er weiter Theologie. Zur Finanzierung besorgte man ihm (wahrscheinlich waren es Mitglieder der Adelsfamilie Linnep) ein Priesterkanonikat an dem vornehmen Kölner Stift St. Gereon und die Pfarrei Mintard. Für diese Pfründen war die Priesterweihe Voraussetzung. Diese konnte er vorweisen (1389). Die Pfarrei ließ er durch einen Stellvertreter versehen. Der letzte bisher bekannte Beleg für ihn ist von 1390.